# 姜實
姜實（1464年—？），字若虛，陝西西安府華州蒲城縣人，軍籍，明朝政治人物。

## 生平
陝西鄉試第五十一名舉人。弘治三年（1490年）中式庚戌科會試第十三名，三甲第一百三十五名進士。授山西曲沃知縣，选授監察御史，巡按江西，十八年二月升湖廣按察司佥事，正德三年（1508年）正月考察闲住。

## 家族
曾祖姜能；祖父姜凱；父姜武，母王氏。具庆下。